# Calidad de servicio
La calidad de servicio (en inglés quality of service o QoS) es el rendimiento promedio de una red de telefonía o de computadoras, particularmente el rendimiento visto por los usuarios de la red. Cuantitativamente mide la calidad de los servicios que son considerados en varios aspectos del servicio de red, tales como tasas de errores, ancho de banda, rendimiento, retraso en la transmisión, disponibilidad, fluctuación del retardo o jitter, etc.
Calidad de servicio es particularmente importante para el transporte de tráfico con requerimientos especiales. En particular, muchas tecnologías han sido desarrolladas para permitir a las redes de computadoras ser tan útiles como las redes de teléfono para conversaciones de audio, así como el soporte de nuevas aplicaciones con demanda de servicios más estrictos.
Ejemplos de mecanismos de calidad de servicio son la priorización de tráfico y la garantía de un ancho de banda mínimo.
La aplicación de calidad de servicio es un requisito básico para poder implantar servicios interactivos (por ejemplo voz sobre IP).

## Definiciones
La calidad de servicios comprende requerimientos en todos los aspectos de una conexión, tales como tiempo de respuesta de los servicios, pérdidas, ratio señal a ruido, diafonías, ecos, interrupciones, frecuencia de respuesta, niveles de sonido, entre otros. Una subcategoría de calidad de servicios de telefonía son los requerimientos de nivel de servicio, los cuales comprenden aspectos de una conexión relacionados con la capacidad y cobertura de una red, por ejemplo garantizar la probabilidad máxima de bloqueo y la probabilidad de interrupción.
En el campo de las redes de computadoras y otras redes de telecomunicación en paquetes, los términos de ingeniería del tráfico se refieren a mecanismos de control para la reserva de recursos en vez de la calidad de servicio lograda.
Calidad de servicio es la habilidad de proveer diferentes prioridades a diferentes aplicaciones, usuarios, o flujos de datos, o de garantizar un cierto nivel de rendimiento para un flujo de datos. Por ejemplo, una requerida tasa de bits, retraso, jitter, probabilidad de eliminación de paquetes o tasa de bit de errores pueden ser garantizados. Las garantías de la calidad de servicio son importantes si la capacidad de la red es insuficiente, especialmente para aplicaciones de transmisión multimedia en tiempo real tales como voz sobre IP, juegos en línea y IP-TV, ya que a menudo estos requieren tasa de bit establecidas y son sensitivas al retraso, y en redes donde la capacidad es un recurso limitado, por ejemplo en comunicación de datos celular.
Una red o protocolo que soporta Calidad de servicios puede coincidir en un contrato de tráfico con la aplicación y reservar capacidad en los nodos de la red, por ejemplo durante una fase de establecimiento de sesión. Durante la sesión puede monitorear el nivel de rendimiento alcanzado, por ejemplo la tasa de datos y el retraso, y dinámicamente controlar las prioridades entre los nodos de la red. Esta puede liberar la capacidad reservada durante una fase posterior.
Una red o servicio de mejor esfuerzo no soporta calidad de servicio. Una alternativa a complejos mecanismos de control de calidad de servicios es proveer comunicación de alta calidad sobre una red de mejor esfuerzo sobre provisionando la capacidad de tal manera que sea suficiente para la carga de tráfico esperada. La resultante ausencia de congestión en la red elimina la necesidad de mecanismos de calidad de servicios.
Calidad de servicios es algunas veces usada como medidor de calidad, con muchas definiciones alternativas, en lugar de refiriéndose a la habilidad de reservar recursos. Calidad de servicios algunas veces se refiere al nivel de calidad de servicios, i.e. La garantizada calidad de servicio. Alta calidad de servicio a menudo es confundida con alto nivel de rendimiento o la calidad de servicio alcanzada, por ejemplo altas tasas de bit, baja latencia y baja probabilidad de error..

## Problemas en redes de datos conmutados
Muchas cosas le ocurren a los paquetes desde su origen al destino, resultando los siguientes problemas vistos desde el punto de vista del transmisor y receptor:
Bajo rendimiento
Debido a la carga variante de otros usuarios compartiendo los mismos recursos de red, la tasa de bits (el máximo rendimiento) que puede ser provista para una cierta transmisión de datos puede ser muy lenta para servicios en tiempo real si toda la transmisión de datos obtiene el mismo nivel de prioridad.
Paquetes de datos
Los enrutadores pueden fallar en liberar algunos paquetes si ellos llegan cuando los búferes ya están llenos. Algunos, ninguno o todos los paquetes pueden quedar sueltos dependiendo del estado de la red, y es imposible determinar que pasará de antemano. La aplicación del receptor puede preguntar por la información que será retransmitida posiblemente causando largos retardos a lo largo de la transmisión.
Retardos
Puede ocurrir que los paquetes tomen un largo período en alcanzar su destino, debido a que pueden permanecer en largas colas o tomen una ruta menos directa para prevenir la congestión de la red. En algunos casos, los retardos excesivos pueden inutilizar aplicaciones tales como VoIP o juegos en línea.
Latencia
Toman instante para que cada paquete llegue a su destino, porque pueden quedar atascado en largas colas, o tomar una ruta menos directa para evitar la congestión. Esto es diferente de rendimiento, ya que el retraso puede mejorar con el tiempo, incluso si el rendimiento es casi normal. En algunos casos, latencia 0 puede convertir a una aplicación como  juegos en línea Estable.
Fluctuación del retardo o jitter
Los paquetes del transmisor pueden llegar a su destino con diferentes retardos. Un retardo de un paquete varía  con su posición en las colas de las rutas a lo largo del camino entre el transmisor y el destino. Esta variación en retardo se conoce como jitter y puede afectar seriamente la calidad del flujo de audio o vídeo.
Entrega de paquetes fuera de orden
Cuando un conjunto de paquetes relacionados entre sí son encaminados a Internet, los paquetes pueden tomar diferentes rutas, resultando en diferentes retardos. Esto ocasiona que los paquetes lleguen en el mismo  orden de como fueron enviados. Este problema requiere un protocolo que pueda arreglar los paquetes fuera de orden a paquetes inexistentes una vez que ellos lleguen a su destino. Esto es especialmente importante para flujos de VoIP donde la calidad es nada afectada tanto por latencia y pérdida de sincronía.
Errores
A veces, los paquetes son mal dirigidos, combinados entre sí o corrompidos cuando se encaminan. El receptor tiene que detectarlos y justo cuando el paquete es liberado, pregunta al transmisor para repetirlo así mismo.

## Aplicaciones
- Transmisión de medios
  - Televisión de protocolo de Internet (IPTV)
  - Audio sobre Ethernet
  - Audio sobre IP
- Telefonía IP también conocida como Voz sobre IP (VoIP)
- Videoconferencia
- Telepresencia
- Aplicaciones de almacenamiento como iSCSI y FCoE
- Servicio de emulación de circuito
- Aplicaciones críticas de seguridad como cirugía remota donde los problemas de disponibilidad pueden ser peligrosos
- Sistemas de soporte a las operaciones de redes ya sea para la misma red o para las necesidades críticas del negocio de los clientes
- Juegos en línea donde el retraso en tiempo real puede ser un factor
- Protocolos de sistemas de control industrial como Ethernet/IP los cuales son utilizados para el control en tiempo real de la maquinaria

Estos tipos de servicios son denominados no elásticos, que significa que requieren un determinado nivel mínimo de ancho de banda y una determinada latencia máxima para funcionar. En contraste, las aplicaciones elásticas pueden tomar ventaja de por mucho o poco ancho de banda haya disponible. Las aplicaciones de transferencia de archivo mayor que dependen de TCP son generalmente elásticas.

## Mecanismos
Las redes de comunicación por circuitos, especialmente las que están destinadas para transmisión de voz, tales como ATM o GSM, Tiene calidad de servicio en el núcleo del protocolo y no necesitan procedimientos adicionales para alcanzarla. Unidades de datos más cortas es una de los puntos de venta únicos de ATM para aplicaciones como video en demanda.
La cantidad de sobreaprovisionamiento en enlaces interiores requerida para reemplazar la QoS depende del número de usuarios y sus demandas de tráfico. Esto limita la usabilidad del sobreaprovisionamiento. Aplicaciones más nuevas con ancho de banda intensivo y la adición de más usuarios resulta en la pérdida de redes de sobreaprovisionamiento. Esto requiere entonces una actualización física de los enlaces de red relevantes lo cual es un proceso costoso. Por lo tanto el sobre-aprovisionamiento no puede ser asumido a ciegas en internet.

### Esfuerzos de IP y Ethernet
A diferencia de las redes de un solo dueño, Internet es una serie de puntos de intercambio interconectando redes privadas. Por consiguiente el núcleo de Internet pertenece y es administrado por un número de diferentes proveedores de servicio de red y no una entidad única. Su comportamiento es mucho más estocástico o impredecible. Por lo tanto, continua la investigación sobre procedimientos de calidad de servicio que sean desplegables en redes grandes y diversas.
Hay dos enfoques principales a calidad de servicio en las redes IP modernas de paquete cambiado, un sistema parametrizado basado en un intercambio de requerimientos de la aplicación con la red, y un sistema priorizado donde cada paquete identifica un nivel de servicio deseado a la red.
•	Servicios integrados (“IntServ”) implementa el enfoque parametrizado. En este modelo, las aplicaciones usan el protocolo de reserva de recurso para solicitar y reservar recursos a lo largo de la red.
•	Servicios diferenciados (“DiffServ”) implementa el modelo priorizado. DiffServ marca paquetes de acuerdo al tipo de servicio que desean. En respuesta a estas marcas, los enrutadores y conmutadores usan varias estrategias de encolamiento para adaptar el rendimiento a las expectativas. Marcas de punto código de servicios diferenciados (DSCP) usan los primeros seis bits en el campo de tipo de servicio de la cabecera del paquete IPv4.
Primeramente se usaban la filosofía de servicios integrados (IntServ) de reservar los recursos de la red. En este modelo, las aplicaciones usaban el protocolo de reserva de recurso para solicitar y reservar recursos a lo largo de una red. Aunque los mecanismos de IntServ funcionan, se observó que una red de ancho de banda típica de un proveedor mayor de servicio, se requería que los enrutadores núcleo aceptaran, mantuvieran y quitaran miles o posiblemente decenas de miles de reservas. Se creía que este enfoque no se acomodaría al crecimiento de Internet, y en cualquier evento era antitética a la noción de diseñar redes de manera que los enrutadores núcleo hagan más que solo cambiar paquetes a las tasas más altas posibles.
En respuesta a estas marcas, los enrutadores y switches usan varias estrategias de queueing para adaptar el rendimiento a los requerimientos. En la capa IP, marcas de punto código de servicios diferenciados (DSCP) usan los 6 bits en la cabecera del paquete IP. En la capa MAC, VLAN IEEE 802.1Q y IEEE 802.1p pueden ser usados para llevar esencialmente la misma información.
Los enrutadores que implementan DiffServ configuran su programador de red para utilizar múltiples colas para paquetes que esperan transmisión desde interfaces de ancho de banda limitado. Los vendedores de enrutadores proveen diferentes capacidades para configurar este comportamiento, para incluir el número de colas soportadas, las prioridades relativas de las colas, y el ancho de banda reservado para cada cola.
En la práctica, cuando un paquete debe ser remitido desde una interfaz con encolamiento, los paquetes que requieren una baja fluctuación del retardo (p. ej. VoIP o videoconferencia) reciben prioridad sobre paquetes en otras colas. Típicamente, cierto ancho de banda es asignado por defecto a los paquetes de control de red (tales como protocolo de mensaje de control de internet y protocolos de enrutamiento), mientras que al tráfico de mejor esfuerzo se le puede asignar cualquier ancho de banda que sobre.
En la capa MAC, VLAN IEEE 802.1Q y IEEE 802.1p pueden ser usados para distinguir entre cuadros Ethernet y clasificarlos. Modelos de teoría de queueing han sido desarrollados en análisis de rendimiento y QoS para protocolos de la capa MAC.
Cisco IOS NetFlow y la Base de información de administración de QoS basada en clase de Cisco son comercializados por Cisco Systems.
Un ejemplo convincente de la necesidad de QoS en Internet se relaciona al colapso de congestión. Internet depende de protocolos de prevención de congestión, como los integrados en el protocolo de control de transmisión, para reducir el tráfico bajo condiciones que de otra manera llevarían al “derrumbe”. Aplicaciones de calidad de servicio tales como VoIP e IPTV, porque requieren una tasa de bits constante en gran medida y la latencia baja no puede usar TCP y no puede reducir de otra manera su tasa de tráfico para ayudar a prevenir la congestión. Los contratos QoS limitan el tráfico que puede ser brindado a Internet y por ello fuerzan la formación de tráfico que pueden prevenir que se sobrecargue, y por ende una parte indispensable de la capacidad de Internet de manejar una mezcla de tráfico en tiempo real y tráfico que no es en tiempo real sin “derrumbe”.

### Protocolos
•	El campo de tipo de servicio (ToS) en la cabecera de IPv4 (ahora sustituida por DiffServ)
•	Servicios diferenciados (DiffServ)
•	Servicios integrados (IntServ)
•	Protocolo de reservación de recurso (RSVP)
•	Cambio de etiqueta de multiprotocolo (MPLS) provee ocho clases QoS.
•	RSVP-te
•	Frame Relay
•	X.25
•	Algunos módems ADSL
•	Modo de transferencia asíncrona
•	IEEE 802.1p
•	IEEE 802.1Q
•	IEEE 802.11e
•	HomePNA – Creación de redes sobre cables coaxiales y de teléfono
•	El estándar ITU-T G.hn provee calidad de servicio mediante oportunidades de transmisión de contención libre (CFTXOPs) las cuales son asignadas a flujos que requieren QoS y las cuales han negociado un “contrato” con el controlador de la red. G.hn también soporta operación sin QoS mediante ranuras de tiempo basadas en contención.
•	Audio Video Bridging

## Calidad de servicio de extremo a extremo
La calidad de servicio de extremo a extremo puede requerir un método de coordinación de asignación de recursos entre un sistema autónomo y otro. El grupo de trabajo de ingeniería de Internet (GTII) definió el protocolo de reservación de recurso (RSVP) para ancho de banda, como un estándar propuesto en 1997. RSVP es un protocolo de reservación de ancho de banda de extremo a extremo. La versión de ingeniería de tráfico, RSVP-TE, es usada en muchas redes para establecer rutas de etiqueta cambiada de multiprotocolo de tráfico dirigido. El GTII también definió el grupo de trabajo Next Steps in Signaling (NSIS) con la señalización QoS como un objetivo. NSIS es un desarrollo y simplificación de RSVP.
Consorcios de investigación tales como “soporte QoS de extremo a extremo sobre redes heterogéneas” (EuQoS, desde 2004 hasta 2007) y foros como el foro IPsphere desarrollaron más mecanismos para enlazar la invocación de QoS desde un dominio al siguiente. IPsphere definió el bus de señalización denominado estrato de estructuración de servicio (EES) con el fin de establecer, invocar y (intentar) asegurar los servicios de red. EuQoS condujo experimentos para integrar protocolo de inicio de sesión, NSIS y EES con un costo estimado de 15.6 millones de euros y publicó un libro.
El proyecto de investigación Multi Service Access Everywhere (MUSE) definió otro concepto de calidad de servicio en una primera fase desde enero de 2004 hasta febrero de 2006, y una segunda fase desde enero de 2006 hasta 2007. Otro proyecto de investigación llamado PlaNetS fue propuesto para el financiamiento europeo alrededor del año 2005. Un proyecto europeo más amplio llamado Arquitectura y diseño para el Internet futuro conocido como 4WARD tuvo un presupuesto estimado de 23.4 millones de euros y fue financiado desde enero de 2008 hasta junio de 2010. Incluía un tema de QoS y publicó un libro. Otro proyecto europeo, llamado SRID (Sistema de red inalámbrica desplegable) propuso un enfoque de reservación de ancho de banda para redes móviles inalámbricas ad hoc de multitasas.
En el dominio de servicios, la QoS de extremo a extremo también ha sido discutida en el caso de servicios compuestos (consistiendo de servicios atómicos) o aplicaciones (consistiendo de componentes de aplicaciones). Además, en computación en la nube la QoS de extremo a extremo ha sido el foco de varios esfuerzos de investigación con el objetivo de la provisión que QoS garantiza a lo largo de los modelos de servicio de la nube.

## Elusión
Fuertes protocolos de criptografía de red tales como capa de conexión segura, I2P y redes privadas virtuales oscurecen los datos que se transfieren cuando se usan. Como todo el comercio electrónico en Internet requiere el uso de tales fuertes protocolos de criptografía, degradando unilateralmente el rendimiento de tráfico encriptado crea un peligro inaceptable para los clientes. A pesar de todo, el tráfico es incapaz de someterse a una inspección profunda de paquetes para QoS.

## Calidad de servicio en ATM
Una de las grandes ventajas del modo de transferencia asíncrono (ATM) respecto de técnicas como Frame Relay y Fast Ethernet es que admite niveles de QoS. Esto permite que los proveedores de servicios ATM garanticen a sus clientes que el retardo de extremo a extremo no excederá un nivel específico de tiempo o que garantizarán un ancho de banda específico para un servicio. Esto es posible marcando los paquetes que provengan de una dirección IP determinada de los nodos conectados a una puerta de enlace (como por ejemplo la IP de un teléfono IP, según la puerta del rúter, etc.).
Además, en los servicios satelitales da una nueva perspectiva en la utilización del ancho de banda, dando prioridades a las aplicaciones de extremo a extremo con una serie de reglas.
Una red IP está basada en el envío de paquetes de datos. Estos paquetes de datos tienen una cabecera que contiene información sobre el resto del paquete. Existe una parte del paquete que se denomina tipo de servicio (ToS), en realidad pensada para llevar banderas o marcas. Lo que se puede hacer para darle prioridad a un paquete sobre el resto es marcar una de esas banderas.
Para ello, el equipo que genera el paquete, por ejemplo una puerta de enlace de voz sobre IP, coloca una de esas banderas en un estado determinado. Los dispositivos por donde pasa ese paquete después de ser transmitido deben tener la capacidad para poder discriminar los paquetes para darle prioridad sobre los que no fueron marcados o los que se marcaron con una prioridad menor a los anteriores. De esta manera podemos generar prioridades altas a paquetes que requieren una cierta calidad de envío, como por ejemplo la voz o el vídeo en tiempo real, y menores al resto.

## Calidad de servicio en escenarios inalámbricos
El entorno inalámbrico es muy hostil para medidas de calidad de servicio debido a su variabilidad con el tiempo, ya que puede mostrar una calidad nula en un cierto instante de tiempo. Esto implica que satisfacer la QoS resulta imposible para el cien por cien de los casos, lo que representa un serio desafío para la implementación de restricciones de máximo retardo y máxima fluctuación en el retardo o jitter en sistemas inalámbricos.
Los sistemas de comunicaciones ya estandarizados con restricciones QoS de retardo y su fluctuación en entornos inalámbricos (por ejemplo en GSM y UMTS) solo pueden garantizar los requisitos para un porcentaje (inferior al cien por cien) de los casos. Esto implica una caída del servicio, generando los cortes de llamadas o los mensajes de red ocupada. Por otro lado, algunas aplicaciones de datos (por ejemplo, WiFi) no requieren de restricciones de máximo retardo y fluctuación, por lo que su transmisión solo necesita de la calidad media del canal, evitando la existencia de caídas del servicio.

## Sobreaprovisionamiento
Un mecanismo de control de calidad de servicios alternativo más complejo es el proveer comunicación de alta calidad al generosamente sobreaprovisionar una red de tal forma que la capacidad este basada en picos de tráfico estimadas. Este enfoque es simple para las redes con las cargas máximas previsibles. El rendimiento es razonable para muchas aplicaciones. Esto podría incluir aplicaciones exigentes que pueden compensar las variaciones en el ancho de banda y la demora con grandes búferes de entrada, que a menudo es posible, por ejemplo, en la transmisión de vídeo. Sobreaprovisionamiento puede ser de uso limitado, sin embargo, en vista de protocolos de transporte (como TCP) que con el tiempo aumentan exponencialmente la cantidad de datos que se colocan en la red hasta que se consume todo el ancho de banda disponible. Tales protocolos tienden a aumentar la latencia y pérdida de paquetes para todos los usuarios.
Los servicios de VoIP comerciales son a menudo competitivos con el servicio telefónico tradicional en términos de calidad de la llamada a pesar de que los mecanismos de QoS por lo general no están en uso en la conexión del usuario a su proveedor de Internet y la conexión del proveedor de VoIP a un ISP diferente. Sin embargo bajo condiciones de carga alta, VoIP puede degradarse a calidad de teléfono celular o peor. Las matemáticas del tráfico de paquetes indican que las redes requieren 60 % más capacidad bajo asunciones conservadoras.

## Soluciones para la calidad de servicio
El concepto de QoS ha sido definido dentro del proyecto europeo Medea+PlaNetS, proporcionando un término común para la evaluación de las prestaciones de las comunicaciones en red, donde coexisten aplicaciones sin requisitos de retardo con otras aplicaciones con estrictas restricciones de máximo retardo y fluctuación. Dentro de PlaNetS, cuatro diferentes clases de aplicaciones han sido definidas, donde cada clase se distingue por sus propios valores de máximo retardo y jitter. La figura (1) muestra estas clases:
1. Conversación: caracterizada por la más alta prioridad y los requerimientos de menor retardo y jitter.
2. Retransmisión: flujo de vídeo o voz.
3. Servicios interactivos.
4. Aplicaciones secundarias: la más baja prioridad y mayor permisividad de retardo y fluctuación.

Los beneficios de la solución PlaNetS se resumen en:
1. La posibilidad de precalcular el máximo retardo y jitter de la comunicación; y para cada una de las clases de aplicaciones.
2. La solución propuesta es implementada con un simple planificador que conoce la longitud de las colas de paquetes.
3. La conformidad de los nodos de la comunicación es fácilmente comprobable.
4. Una mayor calidad de servicio, tanto para el sistema como para el usuario final.
5. La posibilidad de obtener esquemas prácticos de control de acceso.

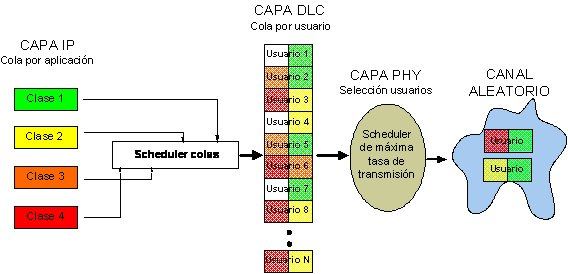
Figura 1: las cuatro clases diferentes de servicios en Medea+ PlaNetS

## Calidad de servicio utilizando UPnP
UPnP es una tecnología desarrollada por el UPnP Forum que permite a los dispositivos en una red formar comunidades y compartir servicios. Cada dispositivo se ve como colección de uno o más dispositivos y servicios empotrados no necesitando establecer ninguna conexión preliminar o persistente para comunicarse con otro dispositivo. Existe un punto de control que descubre los dispositivos y sincroniza su interacción. Esta tecnología se usa sobre todo en el entorno multimedia, pudiéndola utilizar en dispositivos comerciales como la XBOX 360 (compartir archivos multimedia entre la videoconsola y el ordenador), la generación de móviles N de Nokia, etc.
Dentro del UPnP Forum se trabaja en la especificación de arquitecturas de calidad de servicio, y considerando la calidad de servicio local, es decir dentro de la red local. La segunda versión de la especificación de la arquitectura de calidad de servicio UPnP se ha publicado, donde la especificación no define ningún tipo de dispositivo, sino un entorno de trabajo de UPnP QoS formado básicamente por tres distintos servicios. Estos servicios, por lo tanto, van a ser ofrecidos por otros dispositivos UPnP. Los tres servicios son:
1. QosDevice
2. QosPolicyHolder
3. QosManager

La relación entre estos servicios puede verse en la figura (2) en la que se muestra un diagrama con la arquitectura UPnP QoS.

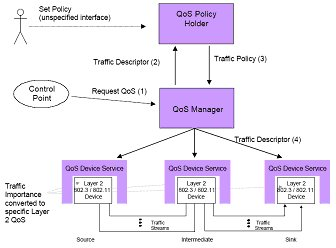
Figura 2: la arquitectura UPnP QoS.

En la figura se aprecia que un punto de control es el que inicia la comunicación (por ejemplo, puede ser un punto de control multimedia). Este punto de control tiene información del contenido a transmitir, origen y destino de la transmisión, así como de la especificación del tráfico. Con esta información, accede al gestor de QoS (QosManager), que a su vez actúa como punto de control para la arquitectura QoS. El QosManager consulta al QosPolicyHolder para establecer las políticas para el tráfico (básicamente para establecer la prioridad de ese flujo de tráfico).
El QosManager calcula además los puntos intermedios en la ruta desde el origen al destino del flujo, y con la información de la política, configura los QosDevices que hay en dicha ruta. En función de los dispositivos QosDevices, o bien ellos mismos o bien la pasarela pueden realizar control de admisión de flujos. Estas interacciones entre los distintos componentes de la arquitectura se reflejan en la figura (3).

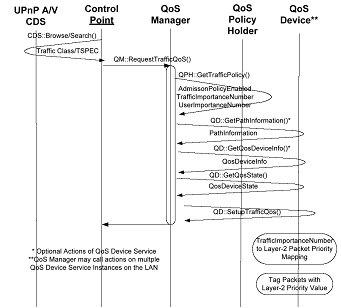
Figura 3: las interacciones de la arquitectura.

## Soluciones para la calidad de servicio
El proyecto PlaNetS amplía las arquitecturas de calidad de servicio actuales en redes locales para proporcionar calidad de servicio extremo a extremo. Por lo tanto el objetivo es que desde los propios dispositivos locales que tiene el usuario hasta la entrada/salida del entorno residencial se guarda el esquema de QoS UPnP.
Los objetivos concretos son:
1. Diseño de un mecanismo de gestión de QoS extremo a extremo, potencialmente desde un dispositivo multimedia en una red local a otro en otra red local, incluyendo la configuración de la QoS en las puertas de enlace, redes de acceso y troncales de la red.
2. Flexibilidad en el soporte de distintas tecnologías de red y dispositivos periféricos.
3. Desarrollo de un modelo de datos flexible que permita la integración de la gestión de la calidad de servicio en sistemas heterogéneos, y que tenga en cuenta distintos aspectos que influyen en la calidad de un servicio.
4. Soporte a calidad de servicio con prioridades y parametrizada.
5. Basado, en la medida de lo posible, en soluciones estándares.